# 와카야마현 선거구
와카야마현 선거구(일본어: 和歌山県選挙区)는 일본의 참의원 선거구이다.

## 선거구 정보
| 지역      | 와카야마현 전역        |
| 의원 정수 | 2명 (개선 정수 1명)    |
| 유권자 수 | 795,596명 (2022년 9월) |

## 역대 의원
| 홀수회                         | 홀수회        | 짝수회        | 짝수회                     |
| 의원                           | 선거          | 선거          | 의원                       |
| ------------------------------ | ------------- | ------------- | -------------------------- |
| 도쿠가와 요리사다 (무소속)     | 1947년 제1회  | 1947년 제1회  | 다마키 기치노조 (무소속)   |
| 도쿠가와 요리사다 (무소속)     |               | 1950년 제2회  | 나가이 준이치로 (무소속)   |
| 도쿠가와 요리사다 (자유당)     | 1953년 제3회  |               | 나가이 준이치로 (무소속)   |
| 노무라 기치사부로 (무소속)     | 1954년 보궐   |               | 나가이 준이치로 (무소속)   |
| 노무라 기치사부로 (무소속)     |               | 1956년 제4회  | 마에다 가즈오 (자유민주당) |
| 노무라 기치사부로 (자유민주당) | 1959년 제5회  |               | 마에다 가즈오 (자유민주당) |
| 노무라 기치사부로 (자유민주당) |               | 1962년 제6회  | 마에다 가즈오 (자유민주당) |
| 와다 쓰루이치 (무소속)         | 1964년 보궐   |               | 마에다 가즈오 (자유민주당) |
| 와다 쓰루이치 (자유민주당)     | 1965년 제7회  |               | 마에다 가즈오 (자유민주당) |
| 와다 쓰루이치 (자유민주당)     |               | 1968년 제8회  | 마에다 가즈오 (자유민주당) |
| 세코 마사타카 (자유민주당)     | 1971년 제9회  |               | 마에다 가즈오 (자유민주당) |
| 세코 마사타카 (자유민주당)     |               | 1974년 제10회 | 마에다 가즈오 (자유민주당) |
| 세코 마사타카 (자유민주당)     | 1977년 제11회 |               | 마에다 가즈오 (자유민주당) |
| 세코 마사타카 (자유민주당)     |               | 1978년 보궐   | 마에다 이사오 (자유민주당) |
| 세코 마사타카 (자유민주당)     |               | 1980년 제12회 | 마에다 이사오 (자유민주당) |
| 세코 마사타카 (자유민주당)     | 1983년 제13회 |               | 마에다 이사오 (자유민주당) |
| 세코 마사타카 (자유민주당)     |               | 1986년 제14회 | 마에다 이사오 (자유민주당) |
| 세코 마사타카 (자유민주당)     | 1989년 제15회 |               | 마에다 이사오 (자유민주당) |
| 세코 마사타카 (자유민주당)     |               | 1992년 제16회 | 마에다 이사오 (자유민주당) |
| 세코 마사타카 (자유민주당)     | 1995년 제17회 |               | 마에다 이사오 (자유민주당) |
| 세코 히로시게 (자유민주당)     | 1998년 보궐   | 1998년 제18회 | 쓰루호 요스케 (자유당)     |
| 세코 히로시게 (자유민주당)     | 2001년 제19회 |               | 쓰루호 요스케 (자유당)     |
| 세코 히로시게 (자유민주당)     |               | 2004년 제20회 | 쓰루호 요스케 (자유민주당) |
| 세코 히로시게 (자유민주당)     | 2007년 제21회 |               | 쓰루호 요스케 (자유민주당) |
| 세코 히로시게 (자유민주당)     |               | 2010년 제22회 | 쓰루호 요스케 (자유민주당) |
| 세코 히로시게 (자유민주당)     | 2013년 제23회 |               | 쓰루호 요스케 (자유민주당) |
| 세코 히로시게 (자유민주당)     |               | 2016년 제24회 | 쓰루호 요스케 (자유민주당) |
| 세코 히로시게 (자유민주당)     | 2019년 제25회 |               | 쓰루호 요스케 (자유민주당) |
| 세코 히로시게 (자유민주당)     |               | 2022년 제26회 | 쓰루호 요스케 (자유민주당) |

## 최근 선거 결과

### 2016년 (제24회)
|  | 69.18% |

|  | 26.06% |

|  | 4.76% |

### 2019년 (제25회)
|  | 73.77% |

|  | 26.23% |

### 2022년 (제26회)
|  | 72.06% |

|  | 14.60% |

|  | 5.83% |

|  | 3.91% |

|  | 3.60% |

## 같이 보기
- 와카야마현 제1구
- 와카야마현 제2구
- 와카야마현 제3구